# 微泡
微泡（英語：Micro bubbles）又稱微氣泡，是氣泡直徑小於1毫米（mm），但大於一微米（μm）的水中氣泡。當把水與空氣交互衝擊，水裏會增加大量空氣泡，在一定條件下，會產生直徑小於1毫米（mm），但大於一微米（μm）的氣泡，數量夠多時甚至會令蒸餾水的顏色化成乳白色。其特性廣泛應用使用在工業、生命科學和醫學中。氣泡殼和其填充物質的組成決定了微氣泡的特徵，例如：浮力、抗壓強度、熱導率和聲學特性。

### 醫學中的微氣泡
微氣泡在醫學診斷中用作超聲波成像的對比劑[1]。充滿空氣或是碳氟化合物的微泡，在應用於聲能場時振盪和振動，並可能反射超聲波。這將微泡與周圍組織區分開來。實際上，由於液體中的氣泡缺乏穩定性，因此很快就會溶解，而微氣泡必須用固體外殼包裹起來。該殼由脂質或蛋白質製成，例如由血清白蛋白殼所包裹的八氟丙烷氣體組成的微氣泡。具有與血液互相影響的親水性外層和容納氣體分子的疏水性內層在熱力學上是最穩定的。空氣、六氟化硫和碳氟化合物氣體都可以作為微氣泡內部的成分。為了新增血液中的穩定性和持久性，高分子量氣體和在血液中的低溶解度氣體是微氣泡氣核最有吸引力的候選氣體[2]。
微氣泡可用於藥物輸送[3]、生物薄膜去除[4]、膜清洗[5][6]、生物薄膜控制和水及廢水處理等目的[7]，也由船體在水中的運動產生，形成氣泡層；這可能會干擾聲納的使用，因為聲納層需要吸收或反射聲波[8]。

### 超聲波反映
超聲波成像中的對比度仰賴於包含超聲波速度和組織密度函數[9]的聲阻抗及組織或感興趣區域之間[2]的差异。由於超聲波所引起的聲波與組織介面相互影響，一些聲波被反射回換能器。差值越大，反射的波越多，訊號雜訊比就越高。因此，數量級比周圍組織和血液低且更容易壓縮周圍組織和血液的微氣泡核心，在成像中提供了高對比[2]。

### 治療應用
2.1物理反應
當暴露於超聲波時，微氣泡以兩種方式之一響應入射的壓力波而振盪。壓力越低、頻率越高、微氣泡的直徑越大，微氣泡振盪或空化就會越穩定[2]。這會導致周圍血管系統和組織附近產生音波流，產生剪應力，從而在內皮層上產生孔隙[10]。這種孔隙形成會增强內吞作用和滲透性[10]。頻率越低，壓力越高，微氣泡直徑越小，微氣泡振盪就越慣性；它們劇烈膨脹和收縮，最終導致微泡塌陷[11]。這種現象會在血管壁上產生機械應力和微射流，這已被證明會破壞緊密的細胞連接並誘導細胞滲透性[10]。極高的壓力會導致小血管破壞，但是壓力可以調節到只在體內產生短暫的孔[2][11]。微氣泡破壞對藥物傳輸載體是一個理想方法。破壞產生的力可以使微泡上的治療有效載荷移位，同時使周圍細胞對藥物的吸收敏感。
2.2藥品傳輸
微氣泡可以用多種方法作為藥物傳輸載體。其中最顯著的包括：（1）將親脂性藥物併入脂質單層，（2）將奈米顆粒和脂質體附著到微泡表面，（3）將微泡包裹在較大的脂質體內，以及（4）將核酸靜電鍵合到微氣泡表面[2][12][13][14]。
2.2.1親脂性藥物
微氣泡可通過將這些藥物併入微氣泡脂質殼來促進疏水性藥物的局部標靶[15][16][17][18][19][20][21][22]。這種封裝技術降低了全身性毒性，新增了藥物定位，並提高了疏水性藥物的溶解性[16]。對於新增的定位，標靶配體可以附加到微氣泡的外部[17][18][20][21][22]。這提高了治療效果[18]。脂質包裹的微氣泡作為藥品傳輸載體的一個缺點是其有效載荷低。為了解决這個問題，可以在脂質單層的內部加入一個油殼來提高有效載荷的效率
2.2.2奈米微粒和脂質體附著
為了增加微氣泡的有效載荷，人們開始探索脂質體[24][25][26][27]或奈米微粒 [10][28][29][30][31]附著在脂質微氣泡的外部。超音波破壞微氣泡後，這些小顆粒可以滲出到腫瘤組織中。此外，通過將這些顆粒附著在微氣泡上而不是聯合注射，藥物被限制在血流中，而不是聚集在健康組織。這種治療被降級到超音波治療的位置[26]。這種微氣泡的改版對一種脂質體劑已經在臨床上使用的阿黴素特別有吸引力[26]。對微氣泡破壞引起奈米微粒浸潤的分析表明，更高的壓力對於血管滲透性是必要的，並且可能通過促進局部液體運動和增强內吞作用來改善治療[10]。
2.2.3脂質體內負載微氣泡
另一種新的聲學反應靈敏的微氣泡系統是直接將微氣泡封裝在脂質體中。這些系統在體內的迴圈時間比單用微氣泡要長，因為這種包裝方法可以防止微氣泡溶解在血液中[32]。親水性藥物存留在脂質體內部的水介質中，而疏水性藥物聚集在脂質雙層中[32][33]。體外實驗顯示巨噬細胞不會吞噬這些顆粒[33]。
2.2.4透過靜電相互作用進行基因傳遞
微氣泡也透過帶正電荷的微氣泡外殼和帶負電荷的核酸之間的靜電鍵作為基因轉染的非病毒載體。微氣泡崩塌形成的短暫孔隙允許遺傳物質以一種比當前治療方法更安全和更具體的管道進入靶細胞[34]。微氣泡已被用於傳遞小分子核糖核酸[35][36]，質體[37]，小分子干擾核糖核酸[38]，和信使核糖核酸[39][40]。

### 微氣泡對藥品傳輸的缺點
(1)由於微氣泡體積大，不易外滲，因此其作用僅限於血管系統。奈米液滴和全氟碳化合物液滴周圍的脂質殼因為超音波脈衝而蒸發，提供了一個小直徑來促進外滲，也提供微氣泡一個的替代方案。
(2)微氣泡的半衰期很短，約為循環的幾分鐘，因此限制了治療時間。
(3)微氣泡由肝臟和脾臟過濾，如果微氣泡還沒有釋放出它們的貨物，任何藥物複合體也可能對這些器官構成毒性威脅。
(4)藥物複合體對微氣泡來說很難解釋，且這些製劑很難大量製造以廣泛使用。
(5)當微泡被用來破壞腦血管障壁時，腦組織會有少量出血，儘管這被認為是可逆的。

### 2.3微氣泡對治療的特殊應用
用於藥品傳輸的微氣泡不僅可以作為藥物載體，還可以作為一種滲透其他不可穿透的屏障（特別是血腦）及改變腫瘤微環境的方式。
2.3.1血腦屏障破壞
大腦由毛細管內的內皮細胞壁緊密連接而被保護，此稱為血腦屏障（BBB）[41]。血腦屏障嚴格調節血液進入大腦的物質，雖然這功能對健康的人來說是非常理想的，但對治療人員進入癌症患者的大腦構成了障礙。20世紀中期，超音波被顯示能破壞血腦屏障[42]，而在2000年代初期，微氣泡被證明有助於暫時的滲透[43]。此後，超音波和微氣泡治療被用於向大腦輸送的治療藥物。由於血腦屏障破裂的超音波及微氣泡治療已證明是一種安全且有前景的臨床治療，兩個臨床試驗正在檢測阿黴素[44]和卡鉑[45]與微氣泡的傳輸，以提高局部藥物濃度。
2.3.2免疫治療
除了滲透血腦屏障外，超音波和微氣泡治療還可以改變腫瘤環境，並作為免疫治療手段[46]。高強度聚焦超聲（HIFU）單獨觸發免疫反應，推測是通過促進腫瘤抗原的釋放，以獲得免疫細胞識別，活化抗原呈現細胞，促進其浸潤，抑制腫瘤免疫抑制，促進Th1輔助細胞反應[47][48]。通常，高強度聚焦超聲用於腫瘤的熱消融。低强度聚焦超聲（LIFU）結合微氣泡也顯示出可刺激免疫刺激作用，抑制腫瘤生長，新增內生性白血球浸潤[47][49]。此外，降低高強度聚焦超聲所需的聲學功率，可為患者提供更安全的治療並縮短治療時間[50]。儘管此治療有潜力，但據推測，一個完整的治療需要組合治療。超音波和微氣泡治療不需要額外藥物，阻礙了小腫瘤的生長，但需要聯合藥物治療來影響中等腫瘤的生長[51]。由於其免疫刺激機制，超音波和微氣泡提供了一種獨特的能力，可以促進或加強免疫治療，以獲得更有效的癌症治療。